# Торама

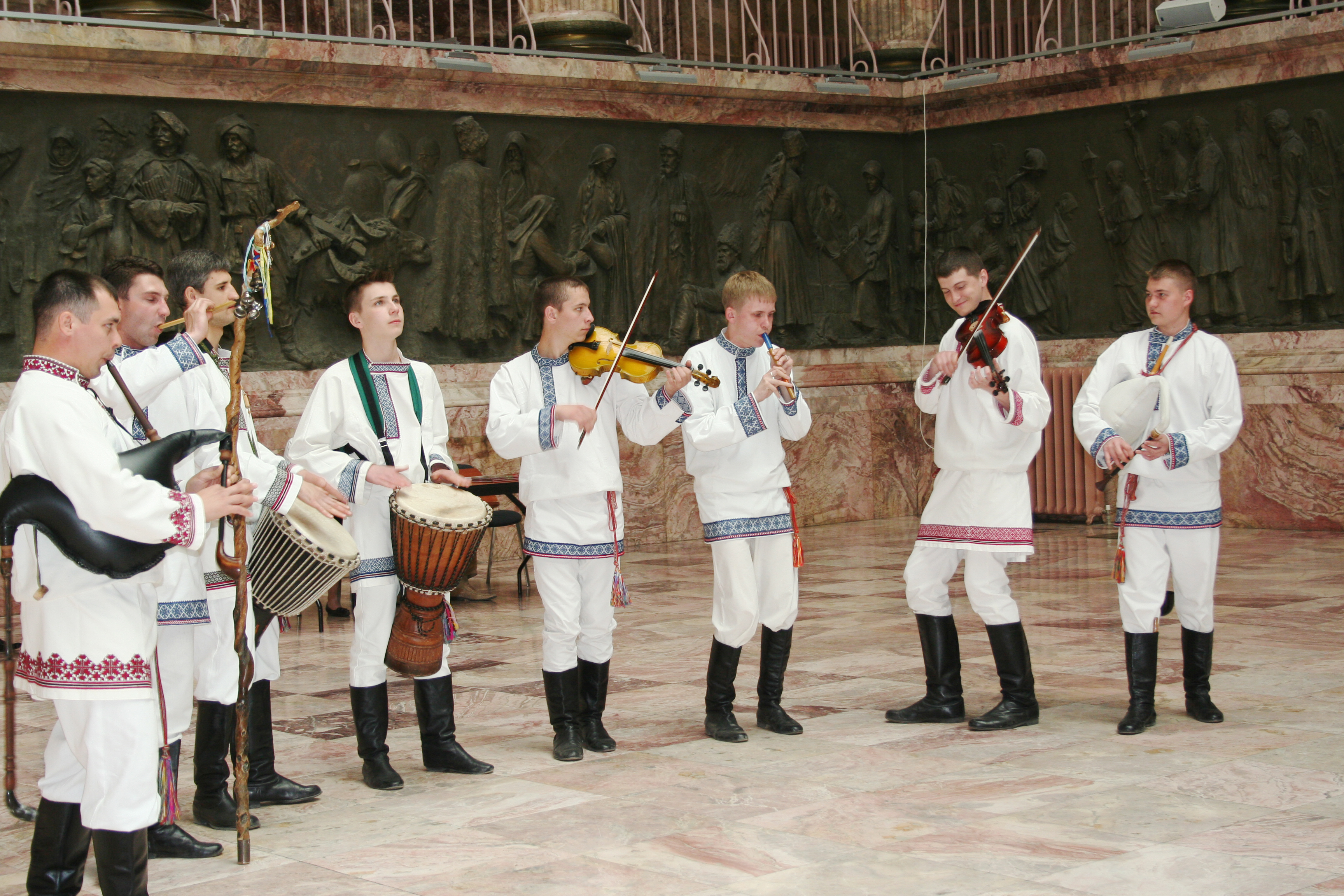
Виступ фольклорного ансамблю «Торама» в Російському етнографічному музеї в Санкт-Петербурзі, 2009 р.

«То́рама» — чоловічий фольклорний музичний ансамбль з міста Саранськ (Республіка Мордовія, Росія). Відтворює пісенні й музичні традиції корінних народів Мордовії — ерзі та мокши.
Торама — це символічна назва. Так в ерзянській міфології називається мідна труба, яку залишив людям легендарний герой Тюштя.

## Історія колективу
«Торама» була заснована 1990 року Володимиром Ромашкіним (ерз. Йовлань Оло; 1951-2002), одним із лідерів ерзянського національного руху кінця ХХ століття.
Багато пісень гурту були записані В. Ромашкіним під час експедицій у різних куточках колишнього Радянського Союзу, де проживають мордовські народи. Ідея «Торами» полягала у відновленні майже зовсім втраченої культурної спадщини, серед якої унікальні багатоголосі чоловічі співи, давні звичаї та ритуали.
Гурт «Торама» був учасником фестивалів фольклорної музики у фінських містах Йоенсуу (1992) і Ряяккюля (1993), лауреатом другого телерадіоконкурсу виконавців народної пісні «Голоси Росії» (Смоленськ, 1994).
«Торама» прагне презентувати мордовську культуру всьому світові. Колектив брав участь в концертах, що проводились не лише в Росії, а й в Естонії, Фінляндії, Литві, Латвії, Швеції, Польщі, Англії.
Після смерті В. Ромашкіна у 2002 році «Тораму» очолив Андрій Ніколаєв, а художнім керівником ансамблю став молодший син Ромашкіна — Андрій.
2012 року розпорядженням Уряду Республіки Мордовія була створена Державна автономна установа «Фольклорний ансамбль «Торама».

## Характер творчої роботи
До складу ансамблю  входять професійні й самодіяльні музиканти. Колектив пропагує традиційну самобутню культуру мордовських народів. В репертуарі гурту представлені вокальні та інструментальні твори ерзі, мокши, шокши та каратаїв, пісні та інструментальні мелодії, пов'язані з календарними святами, подаються зразки різних музичних жанрів та стилів, твори обрядового, необрядового й дитячого фольклору.
Концерти «Торами» супроводжують лекції, що стосуються ерзянської й мокшанської культури, виставки виробів народних майстрів, на яких експонується кераміка, дерев'яні іграшки, народна вишивка, прикраси.
Багато зусиль учасники колективу докладають реконструкції втрачених і маловідомих музичних інструментів (мокшанських і ерзянських). Більшість цих інструментів вони виготовляють власними руками.
Колектив не зупиняється на досягнутому, сміливо експериментує в різних напрямках музики. У 1999 році був створений колектив «Торама-jazz».

## Дискографія[2]
- Mordvin Songs - Traditional Erzya-Mordvin folk songs from the Republic of Mordovia, Russia, Toorama. Перший альбом групи, записаний у Фінляндії, складається з ерзянських пісень.
- Taga Eriaza Shkai! (Хай живе Заступник!). Moksha-Mordvin Songs, Toorama. Складається зі старовинних мокшанських пісень.
- Me Naiset & Toorama. Спільний проект з фінською групою Me Naiset. Чоловічий хор «Торами» виконує ряд мордовських пісень.

Компакт-диски «Торами» — це перші в історії записи мордовської музики, ерзянських і мокшанських старовинних пісень.

## Визнання «Торами»
Самарська студія телебачення зняла фільм «Поклик Торами», який отримав головний приз і звання лауреата на 4-му фестивалі телепрограм і телефільмів «Фіно-угорський світ» (Саранськ, 1994).
1995 року творчість колективу була відзначена державною премією Республіки Мордовія.